# Encarsiella tamaulipeca
Encarsiella tamaulipeca är en stekelart som beskrevs av Svetlana N. Myartseva och Coronado-blanco 2002. Encarsiella tamaulipeca ingår i släktet Encarsiella och familjen växtlussteklar. Inga underarter finns listade i Catalogue of Life.